# Ка Дона (Ровиго)
Ка Дона је насеље у Италији у округу Ровиго, региону Венето.
Према процени из 2011. у насељу је живело 397 становника. Насеље се налази на надморској висини од 3 м.